# Макарушка Любомир
Любомир Макарушка (12 серпня 1899, с. Сівка-Войнилівська, Калуський район, Івано-Франківська область — 6 лютого 1986, Бад Годесберґ, Німеччина) — український громадсько-політичний діяч.

## Життєпис

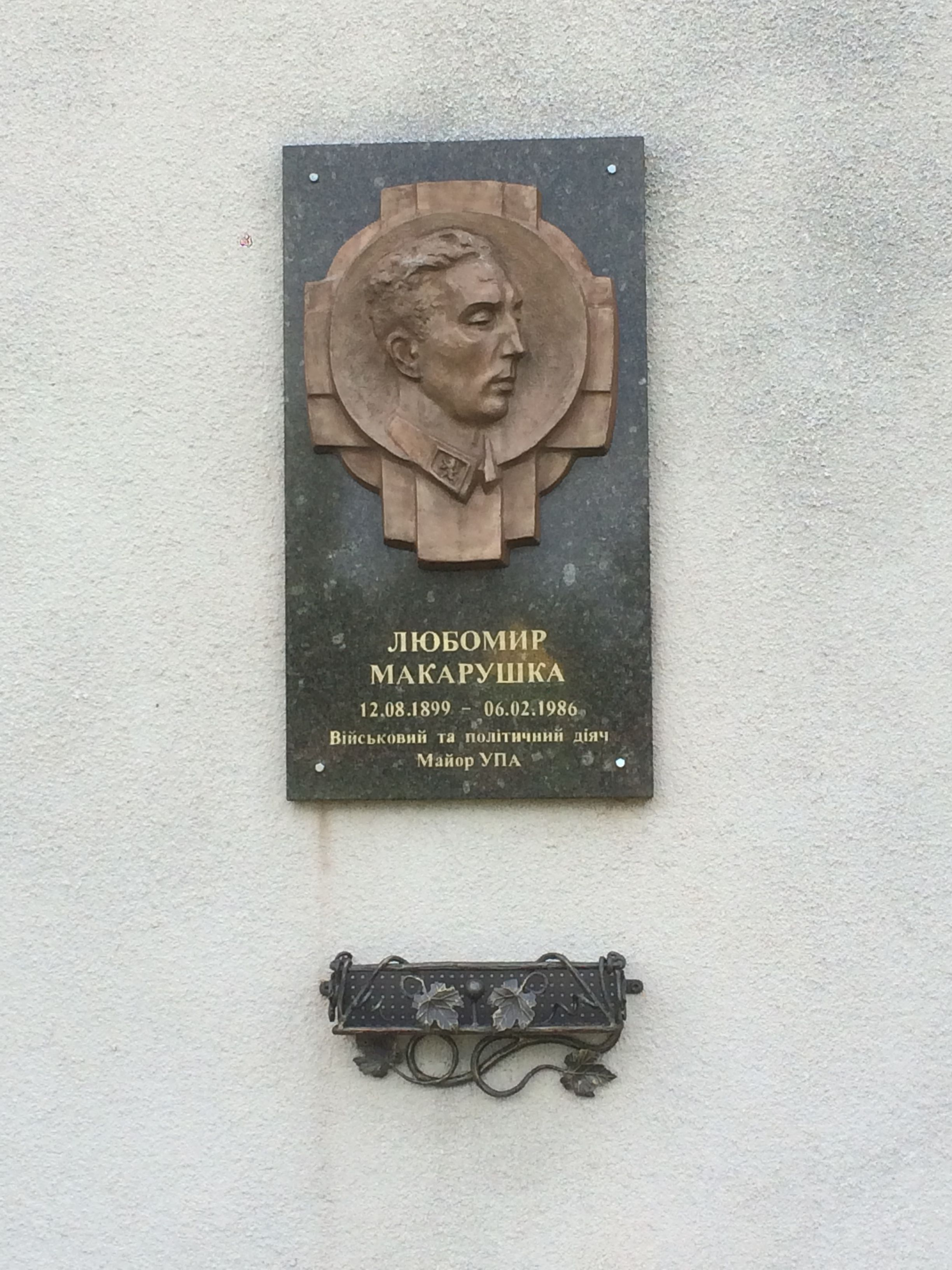
Меморіальна дошка на школі с. Сівка-Войнилівська

Закінчив Військову Академію у Вінер-Нойштадті. Служив у австрійській армії, у ранзі поручника УГА брав участь у українсько-польській війні 1918—1919.
Навчався в Карловому університеті у Празі, вивчав економіку в Торговій Академії у Відні (1918). Був активним учасником українського студентського руху. З 1922 — генеральний секретар Центрального Союзу Українського Студентства (ЦеСУС).
У середині 1920-х рр. деякий час очолював першу українську націоналістичну молодіжну організацію за кордоном — Групу Української Націоналістичної Молоді.
Був членом Української Військової Організації, входив до складу Крайової Команди УВО. З 1926 належав до УНДО, згодом став одним з лідерів цієї партії. Спільно з Д. Палієвим, В. Целевичем виступав за ідейно-політичне підпорядкування діяльності УВО керівництву УНДО.
У листопаді 1927 взяв участь в роботі I Конференції Українських Націоналістів у Берліні. 1927—1929 — генеральний секретар УНДО.
1930—1935 — посол до польського сойму.
1943—1944 — майор дивізії «Галичина».
Після війни жив у Західній Німеччині. 1948—1951 — член Виконавчого Органу УНРади в еміграції.
Автор статей у періодичній пресі на суспільно-політичні теми та розвідок про визвольні змагання.